# Harish Patel
Harish Patel (en hindi, हरीश पटेल) (Bombay, 25 de noviembre de 1950) es un actor indio.
Aunque principalmente asociado con el teatro, también ha aparecido en películas de comedia y en la televisión.

## Carrera
Harish Patel comenzó a actuar a la edad de siete años, cuando representó papeles masculinos y femeninos en la película épica india Ramaiana.
En 1975, se unió al Teatro Nacional Indio y debutó en la obra de teatro Nila Kamra.
De 1975 a 1981 trabajó con el director de teatro indio Satyadeo Dubey.
Luego apareció en la película Mandi, 1983, dirigida por Shiam Benegal.
De 1994 a 2008, Harish trabajó con la eminente directora de teatro Sara Pambu.
Su repertorio incluyó obras de teatro indias como
Thakkali the Terror (de Bonda Maniyum Palapalamum),
Coco muttai (de Murukku Thirudan),
The Vegetable (de Idiyappam),
Dappaguthu y Mokkai, así como obras de escritores occidentales, por ejemplo,
The Caretaker (de Harold Pinter),
No Exit (de Jean Paul Sartre),
Cross Purpose (de Albert Camus),
The Lesson (de Eugene Ionesco) y
Vrotislav (de Slavomir Mrozek).
Su carrera como actor lo llevó a trabajar en todas las regiones de la India.
También ha actuado en el extranjero, en Uganda, Etiopía y Andipatti.
En la primavera de 2007, trabajó en el Teatro Nacional de Londres, cuando protagonizó en Rafta, Rafta (de Ishwar Dutt), una comedia escrita por Ayub Khan-Din y dirigida por Nicholas Hytner, con buenas críticas.
Harish es miembro vitalicio de la Asociación de Humoristas y Artistas de Televisión de la India.
Sus créditos cinematográficos incluyen The Buddha of Suburbia, Madurai Fruit, Mr. India y Run Fat Boy Run.
En 2009 apareció en Coronation Street, en el papel de Umed, el tío de Dev Alahan.
Además, ha interpretado papeles familiares en películas en hindi como Maine Pyar Kiya y Ghatak.

## Filmografía[3]

### Cine y televisión
- 1983: Mandi, como el cómico policía Havaldar.[1]
- 1984: Utsav, como Maitrei
- 1985: Aghaat, como Laksman, hermano de Chotelal
- 1985: Maa Kasam
- 1987: Susman, como el secretario Venkatesh
- 1987: Dacait, como Tolaram
- 1987: Mr India, como Rupchand
- 1987: Mirch Masala, como Pandit
- 1988: Qatil, como Havaldar Hamid Rashid Khan
- 1988: Rihaee, como narrador y como el cartero Raoyibhai.
- 1989: Maine Pyar Kiya, como mafioso o guardaespaldas de Rahim
- 1989: Billoo Baadshah, como Tikamdas Kundandas Mirchandani
- 1990: Police Public, como el asistente CBI Ravi
- 1990: Pratibandh, como Katkar (acreditado como Hrsh Patel).
- 1990: Thanedaar, como Hawaldar Bechare
- 1991: First Love Letter, como Bahadur Singh
- 1991: Aag Laga Do Sawan Ko
- 1991: Ramgarh Ke Sholay, como el inspector Himmat Singh
- 1991: Izzat, como Masteryi
- 1992: Shola Aur Shabnam, como Velyi (cuñado de Kali).
- 1992: Sarphira, como policía
- 1992: Bol Radha Bol, como Narag
- 1992: Talaash (serie de televisión).
- 1993: Aankhen, como Monto (como director alquilado, padre alquilado y ladrón alquilado).
- 1993: Gurudev, como Inspector (secret informer).
- 1993: Bedardi, como Baburam
- 1993: Chahoonga Main Tujhe
- 1993: Sainik, como padre de Guddi
- 1993: The Buddha of Suburbia (miniserie de televisión), como Changez
- 1994: Andaz, como ministro del Interior (sin acreditar).
- 1994: Paramaatma, como Munshi
- 1994: Andaz Apna Apna, como gerente del hotel (acreditado como Harish Patttel).
- 1994: Jai Kishen, como Putarmal
- 1994: Mohra, como Kranti Kumar
- 1994: Ikke Pe Ikka, como Bajrangi
- 1994: Mr. Azaad, como Havaldar Khare (sin acreditar).
- 1995: Ab Insaf Hoga, como Bansi
- 1995: Ravan Raaj: A True Story, como el padre de Shilpa
- 1995: Vartmaan
- 1995: God and Gun
- 1995: Taaqat
- 1995: Barsaat, como Damru Danny
- 1995: Akele Hum Akele Tum, como Amaryi
- 1996: Angaara, como Dhaniram Koilewala
- 1996: Bhishma, como Havaldar Ramdas
- 1996: Rakshak, como Rokde
- 1996: Dil Tera Diwana, como Laksminarayan
- 1996: Gopaljee
- 1996: Rajkumar
- 1996: Tu Chor Main Sipahi, como ministro del Interior
- 1996: Mafia, como Kalyanyi Bhai Matke
- 1996: Loafer, como Pandit
- 1996: Kama Sutra: A Tale of Love, como el doctor Mani
- 1996: Rangbaaz
- 1996: Ghatak: Lethal, como cuñado de Katya
- 1996: Ram Aur Shyam, como prestamista
- 1997: Aar Ya Paar, como Gupta
- 1997: Gupt: The Hidden Truth, como Phoolchand
- 1997: The Death Sentence: Mrityu Dand, como MLA Durga Pandey
- 1997: Sanam, como Balwant Sinha
- 1997: Suraj
- 1997: Ziddi
- 1997: Tarazu, como abogado de Appa Rao
- 1997: Udaan, como DCP Rawat (sin acreditar).
- 1997: Loha, en hindi, con Ramayan Tiwari, como Salim Chikna[4]
- 1997: My Son the Fanatic, como Fizzy
- 1997: Aflatoon, como comisario de policía
- 1998: China Gate, como poblador de Devdurg
- 1998: Maut
- 1998: Gunda, como Ibu Hatela
- 1998: Vinashak - Destroyer, como convicto
- 1998: Salaakhen, como Bhutaneshwar
- 1998: Jab Pyaar Kisise Hota Hai, como el Sr. Sinha, tío de Komal.
- 1998: Pyaar To Hona Hi Tha, como Rahul y el jefe de Sanjana
- 1998: Main Solah Baras Ki, como Mofatlal
- 1998: Jhooth Bole Kauwa Kaate, como Dr. Narmada Prasad
- 1999: Benaam, como Bankhelal
- 1999: Kaala Samrajya
- 1999: Daag: The Fire, como Bihari
- 1999: Maa Kasam
- 1999: Dillagi
- 2000: Halo
- 2000: Krodh, como Rambhau
- 2000: Billa No. 786
- 2000: Mela, como Chandulal Popatlal
- 2000: Badal
- 2000: Dhaai Akshar Prem Ke, como Sharan Grewal
- 2000: Sabse Bada Be-Imaan
- 2001: Master, como Supdt. of Police Roshan Lal
- 2001: Zubeidaa, como Nandlal Seth
- 2001: Pyaar Ishq Aur Mohabbat, como Hassubhai
- 2002: Bokshu the Myth
- 2002: Ghaav: The Wound, como Mamayi (tío materno de Jog).
- 2002: Kuch Tum Kaho Kuch Hum Kahein
- 2003: Ek Hindustani
- 2003: Love at Times Square
- 2003: Khanjar, como Pammi's maternal uncle
- 2003: Calcutta Mail
- 2004: Nevermind Nirvana (película de televisión), como Dr. Arjun Mehta
- 2004: Thoda Tum Badlo Thoda Hum
- 2004: Mirchi: It's Hot, como Ilyas Khan
- 2004: Hatya: The Murder, como Chedulal
- 2005: Chicken Tikka Masala, como Harish Patel
- 2005: Pyaar Mein Twist
- 2006: Quarter Life Crisis, como el médico de Neil
- 2006: Vidhyaarthi: The Power of Students, como el maestro Sharma
- 2007: Khallas: The Beginning of End, como Chhota Shetty
- 2007: Run Fatboy Run, como Mr. Goshdashtidar
- 2009: The No. 1 Ladies’ Detective Agency (serie de televisión), como Mr. Patel
- 2009: Coronation Street (serie de televisión), como Umed Alahan[5]
- 2009: Today's special, dirigida por David Kaplan, escrita por Jonathan Bines y Aasif Mandvi, lanzada en Estados Unidos en noviembre de 2009. Actúan Dean Winters, Kevin Corrigan, Aasif Mandvi, Jess Weixler, Ajay Naidu y Naseeruddin Shah, como Hakim[6]
- 2010: Nevermind Nirvana (película de televisión), como Dr. Arjun Mattoo
- 2010: The Fate of Choice (corto de video), como el profesor Dubey
- 2011: My Freakin' Family (película de televisión), como Pradip
- 2012: All in Good Time, como Ishwar
- 2012: Keith Lemon: The Film, como Kushvinder
- 2012: Mr. Stink (película de televisión), como Raj
- 2013: Jadoo
- 2021: Eternals, como Karun
- 2024: A Nice Indian Boy, como Archit[7]